# 여우야 뭐하니
《여우야 뭐하니》는 2006년 9월 20일부터 2006년 11월 9일까지 방영된 MBC 수목 미니시리즈이다.
《눈사람》과 《내 이름은 김삼순》의 이야기를 풀었던 김도우 작가가 각본을 맡은 작품으로, 《내 이름은 김삼순》에서 시작된 김도우 작가의 30대 여성의 이야기다. 한때 유행했던 '백마 탄 왕자와 신데렐라'식의 구성 대신에 현시대의 남녀연상연하커플이라는 트렌드를 다뤘으며 드라마의 인물들이 보여준 직접적인 성적 묘사가 찬반양론을 불러일으켰다. 더불어, 신비주의 전략으로 방송활동을 하던 배우 고현정씨의 코믹한 연기가 화제가 되었다. 다만, 과도한 성적 표현을 내보내 방송위원회로부터 '권고' 조치를 받았다.

## 줄거리
3류 성인잡지 '쎄시봉'의 기자인 병희는 서른이 넘은 노처녀에 성경험 한번 없는 연애 초짜이다. 그녀는 실수로 그녀의 단짝친구인 승혜의 남동생 철수와 자게 된다. 그녀는 잘나가는 비뇨기과 의사인 희명과의 관계를 키워나가지만 아홉살 아래의 남동생 철수의 철없어 보이는 구애에 흔들리고 되고 자신의 솔직한 감정이 무엇인지 고민하게 된다.

## 등장 인물

### 주요 인물
- 고현정 : 고병희 역 (아역 : 서혜진)
- 천정명 : 박철수 역
- 조연우 : 배희명 역
- 고준희 : 고준희 역
- 손현주 : 박병각 역

### 고병희의 주변 인물
- 윤여정 : 조순남 역 - 고병희의 어머니, 부동산 중개인, 거북이 부동산 운영
- 박병선 : 오필교 역 - 거북이 부동산 직원
- 권해효 : 황용길 역 - 잡지사 쎄씨봉 사장
- 최윤정 : 조성란 역 - 잡지사 쎄씨봉 직원

### 박철수의 주변 인물
- 안선영 : 박승혜 역 - 고병희의 친구, 박철수의 누나, 비디오가게 운영
- 서영 : 이주희 역
- 미상 : 김병태 역 - 박철수의 공고 동창, 싱싱자동차공업소 정비공
- 김학철 : 김재춘 역 - 싱싱자동차공업소 사장

### 그 외 인물
- 김동수 : 박철수의 선배 역

### 우정출연
- 이혁재 : 병희의 상상 속 상대 역
- 임예진 : 산부인과 의사 역
- 최우제 : 병희의 선배 역
- 변정수 : 2회 패션쇼 카메오 역
- 명세빈 : 2회 패션쇼 카메오 역